# Port Germein
Port Germein är en ort i Australien. Den ligger i kommunen Mount Remarkable och delstaten South Australia, omkring 220 kilometer norr om delstatshuvudstaden Adelaide.
Närmaste större samhälle är Port Pirie, omkring 19 kilometer söder om Port Germein.
Omgivningarna runt Port Germein är i huvudsak ett öppet busklandskap. Trakten runt Port Germein är nära nog obefolkad, med mindre än två invånare per kvadratkilometer. Genomsnittlig årsnederbörd är 533 millimeter. Den regnigaste månaden är juni, med i genomsnitt 86 mm nederbörd, och den torraste är december, med 14 mm nederbörd.